# Mozgalom a Szerb Királyság Megújításáért
A Mozgalom a Szerb Királyság Megújításáért (szerbül Pokret Obnove Kraljevine Srbije, POKS) egy szerbiai monarchista párt, melyet 2017-ben alapítottak meg ex-SZMM-tagok. A párt együtt indult a Monarchista Fronttal és a Szerbiai Monarchista Mozgalommal a 2020-as szerbiai parlamenti választáson. 

## Választási eredmények
| Választás | Szavazatok száma | Szavazatok aránya | Mandátumok száma | Mandátumok aránya | Parlamenti szerepe |
| --------- | ---------------- | ----------------- | ---------------- | ----------------- | ------------------ |
| 2020-as1  | 85 888           | 2,67%             | 0                | 0%                | nem jutott be      |
| 2022-es2  | 204 442          | 5,37%             | 7                | 2,8%              | ellenzék           |

1 a Monarchista Fronttal és a Szerbiai Monarchista Mozgalommal közös listán
2 a Nemzeti Demokratikus Alternatíva koalíció eredménye, melynek egyik ereje a POKS volt

## Külső hivatkozások
- a párt honlapja